# Hansa-Brandenburg FD
Die Hansa-Brandenburg FD war ein zweisitziger Doppeldecker für Aufklärungs- und Schulzwecke im Ersten Weltkrieg und eine Modellvariante des Vorgängers Hansa-Brandenburg D. Das Modell ist auch unter der militärischen Bezeichnung Hansa-Brandenburg B I bekannt.

## Entwicklung
Die Hansa-Brandenburg FD war eine Weiterentwicklung der Hansa-Brandenburg D. Das Flugzeug hatte ein geändertes Leitwerk. Die Flügelstreben waren nun schräg nach innen gerichtet. Neun Stück wurden an die Fliegertruppe geliefert. Um die 30 Exemplare wurden im Herbst 1914 unter der Bezeichnung B I nach Österreich geliefert. Im Fliegerarsenal Fischamend wurde eine bis 1917 andauernde Lizenzproduktion der B I in verschiedenen Serien durchgeführt. Neben den deutschen Antrieben wurden bei drei Serien auch einheimische verbaut: die Serie 77 erhielt Austro-Daimler mit 100 PS, die Serie 78 120-PS-Motoren vom selben Hersteller und die Serie 79 Hiero-Triebwerke mit ebenfalls 120 PS.
Die Hansa-Brandenburg FD unterscheidet sich vom Modell D durch einen Benz-Bz-III-Motor statt des Benz Bz II des Modells D. Der tschechoslowakische Hersteller Aero stellte nach dem Ersten Weltkrieg eine Kopie der B I als sein erstes Serienflugzeug Aero Ae-10 (A-1) her, das von einem Mercedes D I angetrieben wurde.

## Technische Daten
| Kenngröße             | Daten                               |
| --------------------- | ----------------------------------- |
| Besatzung             | 2                                   |
| Länge                 | 8,20 m                              |
| Spannweite            | 13,12 m (oben) 12,32 m (unten)      |
| Flügelfläche          | 43,46 m²                            |
| Startmasse            | 1035 kg                             |
| Höchstgeschwindigkeit | 115 km/h                            |
| Triebwerk             | ein Benz Bz III mit 160 PS (118 kW) |